# Rosenwaldsänger
Der Rosenwaldsänger (Cardellina versicolor, Syn.: Ergaticus versicolor) ist ein kleiner Singvogel aus der Familie der Waldsänger (Parulidae). Die Art kommt in Mexiko und Guatemala vor. Sie wird von der IUCN seit 2000 als „gefährdet“ (Vulnerable) geführt. 

## Merkmale

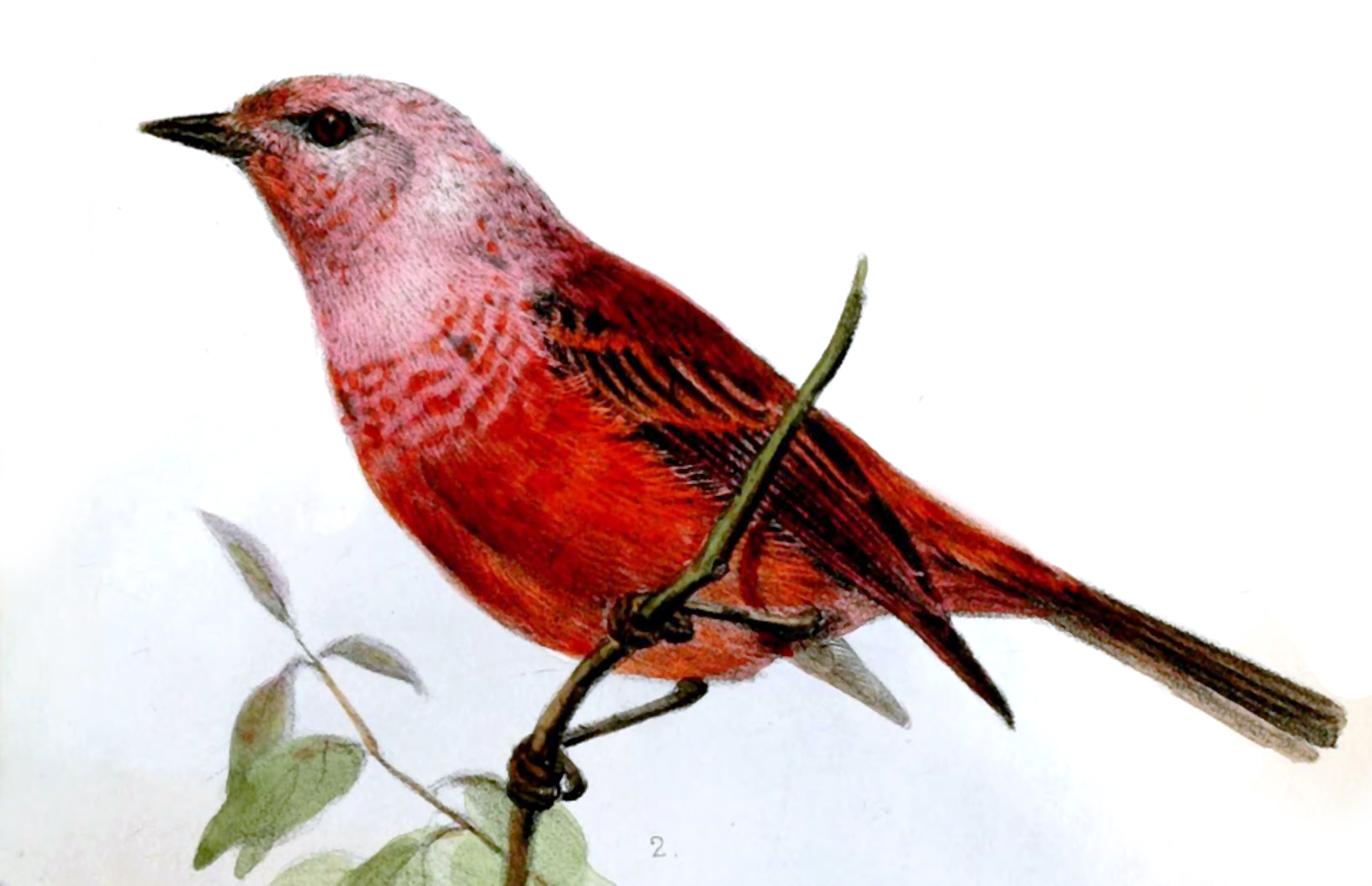
Rosenwaldsänger, Illustration

Rosenwaldsänger erreichen eine Körperlänge von 13 Zentimetern. Die Flügellänge beträgt beim Männchen 5,6 bis 6,6 Zentimeter, beim Weibchen 5,7 bis 6,2 Zentimeter. Adulte Rosenwaldsänger haben ein rosa-silbernes Kopfgefieder und eine dunkel rosa Stirn, zwischen dem Schnabel und dem Auge fällt es etwas dunkler aus. Das restliche Kopfgefieder sowie der Nackenbereich, Kehle und die Bauchpartie sind bleich silber-rosa. Die Oberseite ist rot mit kastanienbraunen Schultern und Mantel. Die Flügel sind dunkelbraun und die Unterseite ist purpurfarben. Der Schnabel ist dunkelbraun; die Beine fleischfarben.

## Vorkommen, Ernährung und Fortpflanzung

Verbreitungsgebiet des Rosenwaldsängers (grün)

Das Vorkommen beschränkt sich auf Südostmexiko (Chiapas) und die Hochländer in Guatemala vom Osten bis Sierra de las Minas. Die Tiere bewohnen Zypressenwälder, Kiefernwälder, gemischte Kiefer-Eichenwälder sowie Waldränder mit dichtem Unterholz in Höhen von 2000 bis 3800 Metern, sind jedoch vorwiegend oberhalb von 2800 Metern zu finden. Ihre Nahrung besteht überwiegend aus Insekten und anderen Wirbellosen, die sie hauptsächlich im dichten Gebüsch suchen.
Das Nest wird am Boden angelegt. Es ist kuppelartig geformt mit einem seitlichen Eingang. Als Nistmaterial verwenden Rosenwaldsänger Kiefernadeln und für den Innenbereich Moos. Ein Gelege besteht aus zwei bis vier Eiern. Die Brutzeit beträgt elf Tage. Die Jungvögel werden nach zehn bis elf Tagen flügge.

## Gefährdung und Bestand
Die IUCN listet die Art als „gefährdet“ (Vulnerable), die Hauptgefährdung besteht in der starken Fragmentierung und anhaltenden Zerstörung der als Lebensraum genutzten Wälder. In Chiapas war der Rosenwaldsänger Mitte der 1980er Jahre selten, mögliche Ursache dafür war der Ausbruch des Vulkans El Chichón im Jahr 1982, bei dem weite Teile der Umgebung mit Asche bedeckt wurden. In den späten 1980er Jahren stiegen die Bestände leicht an. Die Vogelschutzorganisation BirdLife International schätzt den Bestand auf 20.000 bis 50.000 Individuen.